# カガミツキ
カガミツキ（1988年3月21日 - ）は、日本の漫画家。

## 作品一覧

### 連載中
- よなよなかちかち。～今夜オタクくんチでエロゲやろうぜ！～（原作：和多乃原かぼれん）　- 「WebComicアパンダ」（KADOKAWA）2024年11月21日 - 連載中
  1. 2025年3月21日発売[1][2]、ISBN 978-4-04-684200-8

### 連載終了
- 祓ってませんよ? - 「コミックフラッパー」（メディアファクトリー）2013年8月号 - 2014年6月号、全2巻

1. ISBN 978-4-0406-6149-0
2. ISBN 978-4-0406-6590-0

- 推理系女子の探偵試験 夜挽理の殺人への傾向と対策（原作：伏見和真） - 「LINEマンガ」（LINE Digital Frontier）2019年11月14日 - 2020年7月23日、全2巻

1. ISBN 978-4-8669-7074-5
2. ISBN 978-4-8669-7075-2

- ぴぼあらふぃごれ!!（原作：和多乃原かぼれん） - 「まんがタイムきららキャラット」（芳文社）2020年12月号 - 2021年2月号、単行本未収録作
  - 電子書籍の同人誌化されている
- 異世界闘牌記（原作：和多乃原かぼれん） -  「WebComicアパンダ」（KADOKAWA）2021年12月21日 - 2023年2月28日、全2巻

1. ISBN 978-4-0468-1372-5
2. ISBN 978-4-0468-2056-3

### 読み切り
- キックアシスタ - 「コミックフラッパー」（メディアファクトリー）2012年11月号
- メガナイメガネ - 「月刊コミック電撃大王」（KADOKAWA）2016年1月号
- レンズフレンズ - 「少年ジャンプ+」（集英社）2021年5月10日公開